# اتوی مو

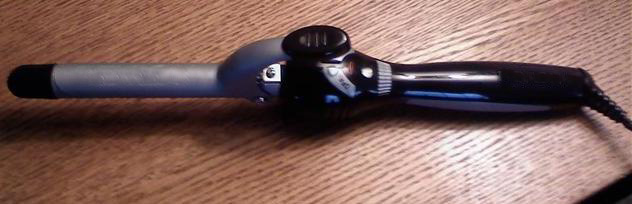
یک اتو موی برقی.

اتوی مو یا انبر مو، نوعی ابزار است که با بهره گرفتن از گرما و به منظور تغییر حالت موی سر مورد استفاده قرار می‌گیرد. اتوی مو دارای سه نوع می‌باشد:
1. نوع اول برای صاف کردن مو
2. نوع دوم برای فر و مجعد کردن مو
3. نوع سوم برای چین دار کردن، چروک‌دار کردن، موج انداختن و  شکنج دار کردن مو